# Laço (teoria dos grafos)

Um grafo com um laço no vértice 1

Em teoria dos grafos, um laço ou auto-loop (em inglês: loop, self-loop ou buckle) é uma aresta que conecta um vértice a ele mesmo. Um grafo simples, não contém nenhum laço.
Dependendo do contexto, um grafo ou um multigrafo pode ser definido de forma a permitir ou proibir a presença de laços (muitas vezes em combinação com a permissão ou proibição do uso de arestas múltiplas entre os mesmos vértices:
- Onde os grafos são definidos de modo a permitir laços e arestas múltiplas, um grafo sem laços é muitas vezes chamado de multigrafo.[1][2][3]
- Onde os grafos são definidos de modo a não permitir laços e arestas múltiplas, um multigrafo ou pseudografo é muitas vezes definido como um grafo que pode ter laços e arestas múltiplas.[4][5]

## Grau
Para um grafo não direcionado, o grau de um vértice é igual ao número de arestas que nele incidem (vértices adjacentes).
Um caso especial é um laço, que acrescenta dois para o grau. Isso pode ser entendido se deixando cada conexão da contagem de arestas do laço como seu próprio vértice adjacente. Em outras palavras, um vértice com um laço "vê" a si mesmo como um vértice adjacente de ambas as extremidades da aresta, assim, se soma dois e não um, para o grau.
Para um grafo direcionado, um laço soma um ao grau de entrada e um ao grau de saída